# Оклахома Стэйт Ковбойз (баскетбол)
Оклахома Стэйт Ковбойз (англ. Oklahoma State Cowboys) — баскетбольная команда, представляющая университет штата Оклахома в Стиллуотере в первом баскетбольном мужском дивизионе NCAA. Располагается в Стиллуотер (штат Оклахома). В настоящее время команда выступает в конференции Big 12. С 1938 года «Ковбойз» играют домашние игры на арене «Галлахера-Айба-арена». До 1957 года университет, который представляет баскетбольная команда, назывался Колледж Оклахомы A&M, а сама команда выступала под названием «Эггис».
16 апреля 2008 года главным тренером «Ковбойз» стал Брэд Андервуд, который сменил на этом посту Тревиса Форда.

## Достижения
- Чемпион NCAA: 1945, 1946
- Полуфиналист NCAA: 1945, 1946, 1949, 1951, 1995, 2004
- Четвертьфиналист NCAA: 1945, 1946, 1949, 1951, 1953, 1954, 1958, 1965, 1995, 2000, 2004
- Участие в NCAA: 1945, 1946, 1949, 1951, 1953, 1954, 1958, 1965, 1983, 1991, 1992, 1993, 1994, 1995, 1998, 1999, 2000, 2001, 2002, 2003, 2004, 2005, 2009, 2010, 2013, 2014, 2015, 2017
- Победители турнира конференции: 1983, 1995, 2004, 2005
- Победители регулярного чемпионата конференции: 1936, 1937, 1938, 1939, 1940, 1942, 1944, 1945, 1946, 1948, 1949, 1951, 1953, 1954, 1965, 1991, 2004